# De Buurt (Midwoud)
De Buurt is een buurtschap in de gemeente Medemblik, in de Nederlandse provincie Noord-Holland.
De Buurt is gelegen tussen de dorpen Benningbroek en Midwoud. Formeel wordt het gerekend tot Midwoud. Het behoorde ook tot 1 januari 1979 tot de gemeente Midwoud. Van 1979 tot 2007 behoorde het tot de gemeente Noorder-Koggenland, waarin de gemeente Midwoud was opgegaan.
De Buurt bestaat uit twee straten, Buurt en 't Gouwtje, die laatste is een doodlopende weg. De plaats komt in 1745 voor als De Buert. De plaatsnaam zou verwijzen naar een groepje dicht bij elkaar liggende huizen. In De Buurt is het tenniscentrum 't Gouwtje en de in 1970 opgerichte naturistenvereniging De Vrije Vogels gevestigd met een camping. De camping is gevestigd in een voormalige boomgaard, die aangepast is om er een camping in te passen. Een vrij bekend bedrijf uit De Buurt is het meubelrestauratiebedrijf Old Wood.
Stad: Medemblik

Dorpen: Abbekerk · Andijk · Benningbroek · Hauwert · Lambertschaag · Midwoud · Nibbixwoud · Onderdijk · Oostwoud · Opperdoes · Sijbekarspel · Twisk · Wadway (deels) · Wervershoof · Wognum · Zwaagdijk (Zwaagdijk-Oost en Zwaagdijk-West)

Buurtschappen: Bangert · Bennemeer · Broerdijk · De Buurt · Het Hoogeland · Kerkbuurt · Koppershorn · Lekermeer · Munnikij · 't Slot · Veldhuis · Het Westeinde · Wijzend · Zomerdijk

Noord-Holland: Steden en dorpen in Noord-Holland      Nederland: Provincies · Gemeenten